# La Roquille
La Roquille település Franciaországban, Gironde megyében. Lakosainak száma 310 fő (2022. január 1.). La Roquille Les Lèves-et-Thoumeyragues, Ligueux, Margueron, Pineuilh és Saint-André-et-Appelles községekkel határos.

## Népesség
A település népességének változása:
| Lakosok száma | 289  | 218  | 335  | 296  | 326  | 337  | 328  | 308  | 313  | 310  |
|               | 1968 | 1982 | 1990 | 2006 | 2013 | 2015 | 2017 | 2019 | 2020 | 2022 |